# Condado de Jackson (Ohio)

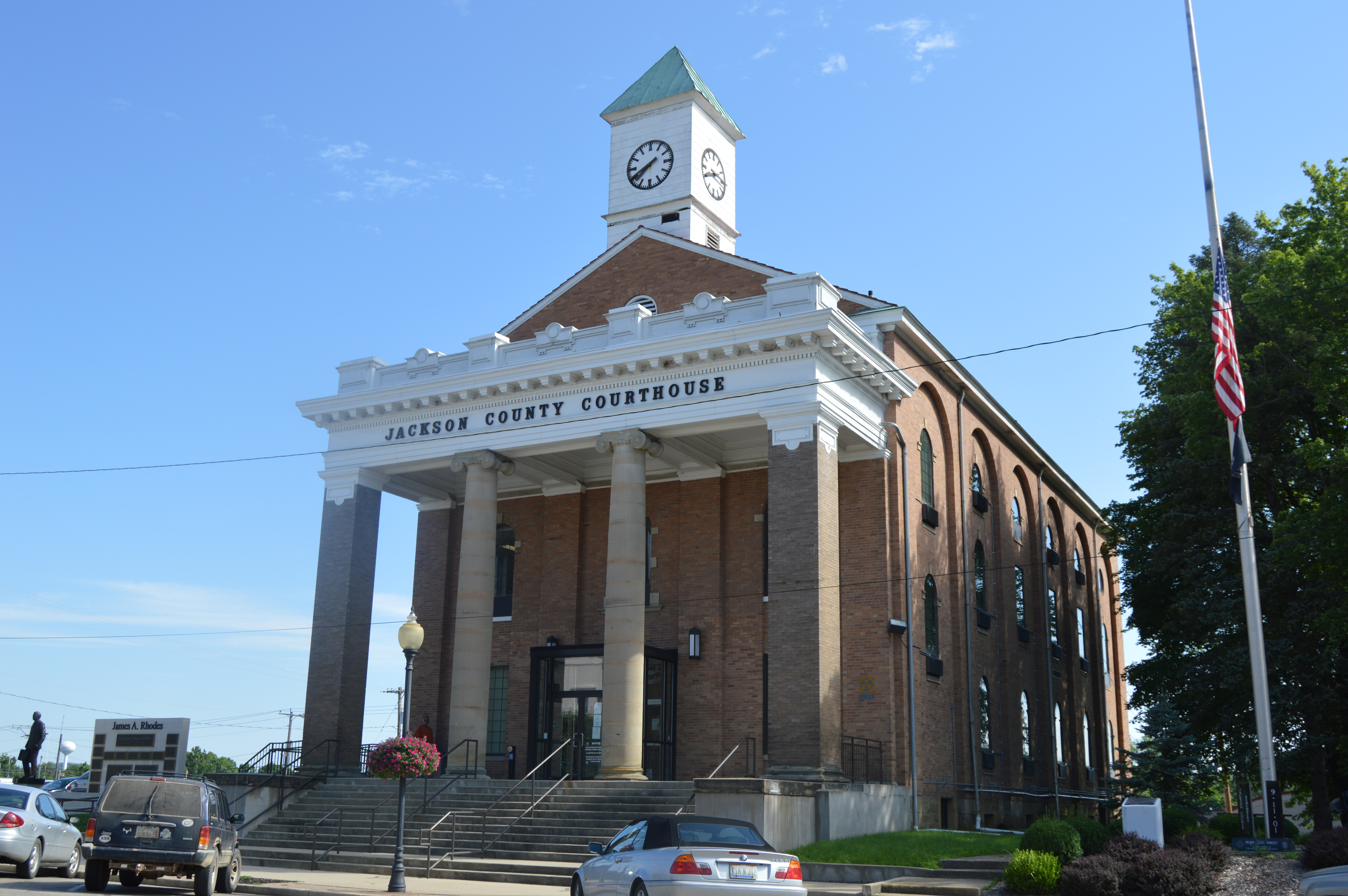
Frente y extremo sureste del Palacio de Justicia del condado de Jackson, ubicado en 226 E. Main Street (ruta estatal 93) en Jackson, Estados Unidos.

El condado de Jackson es uno de los 88 condados del Estado estadounidense de Ohio. La sede del condado es Jackson, y su mayor ciudad es Jackson. El condado posee un área de 1.092 km² (los cuales 3 km² están cubiertos por agua), la población de 32.641 habitantes, y la densidad de población es de 30 hab/km² (según censo nacional de 2000). Este condado fue fundado en 1816.
El condado fue nombrado en homenaje a Andrew Jackson, héroe de la Guerra de 1812.